# Liste der geschützten Landschaftsbestandteile im Landkreis Kelheim
Im Landkreis Kelheim gab es im März 2024 insgesamt 8 ausgewiesene geschützte Landschaftsbestandteile.

## Geschützte Landschaftsbestandteile
| Galgenberg                                     | BW | LB-00473 | Abensberg          | ⊙ | 2,50 | 31. Aug. 1983 |
| Hauser-Weiher                                  | BW | LB-00472 | Abensberg          | ⊙ | 0,27 | 12. Sep. 1983 |
| Kalksteinbruch bei Marching                    | BW | LB-00465 | Neustadt a.d.Donau | ⊙ | 4,37 | 14. Dez. 1987 |
| Kuh-Veichtl-Weiher                             | BW | LB-00471 | Abensberg          | ⊙ | 0,70 | 12. Sep. 1983 |
| Predigtstuhl bei Almersdorf                    | BW | LB-00487 | Kirchdorf          | ⊙ | 1,09 | 1. Jan. 1988  |
| Terrassenhänge bei Pickenbach                  | BW | LB-00486 | Kirchdorf          | ⊙ | 1,90 | 1. Jan. 1988  |
| Weiher bei Badhaus                             | BW | LB-00475 | Abensberg          | ⊙ | 1,23 | 12. Sep. 1983 |
| Weiher südöstlich der Altstadt                 | BW | LB-00474 | Abensberg          | ⊙ | 0,57 | 12. Sep. 1983 |
| Legende für Geschützter Landschaftsbestandteil |    |          |                    |   |      |               |